# (257439) Peppeprosperini
(257439) Peppeprosperini est un astéroïde de la ceinture principale.

## Description
(257439) Peppeprosperini est un astéroïde de la ceinture principale. Il fut découvert le 9 août 2010 à Frasso Sabino par l'observatoire Frasso Sabino. Il présente une orbite caractérisée par un demi-grand axe de 2,64 UA, une excentricité de 0,13 et une inclinaison de 8,3° par rapport à l'écliptique.

## Compléments